# Pseudanostirus vicinus
Pseudanostirus vicinus is een keversoort uit de familie kniptorren (Elateridae). De wetenschappelijke naam van de soort werd voor het eerst geldig gepubliceerd in 1984 door Elena Gurjeva.